# Alexei Igorewitsch Werbow
Alexei Igorewitsch Werbow (russisch Алексей Игоревич Вербов; englische Transkription: Aleksey Igorevich Verbov; * 31. Januar 1982 in Moskau) ist ein russischer Volleyballspieler.

## Karriere
Werbow begann seine Karriere bei VK Dynamo Moskau. Von 1995 bis 1999 war er russischer Junioren-Meister. Außerdem gewann er 1999 mit der Junioren-Nationalmannschaft die Europameisterschaft. Anschließend spielte er eine Saison für MGTU Luschniki, bevor er 2000 zu VK ZSKA Moskau wechselte. Werbow war zwischenzeitlich auch im Beachvolleyball erfolgreich. Der dreimalige russische Junioren-Meister wurde mit seinem Partner Anton Kulikowski 2001 in dieser Disziplin Dritter der Jugend-Weltmeisterschaft in Le Lavandou und 2003 Jugend-Europameister in Stare Jabłonki. Außerdem erreichte das Duo den 19. Platz bei der Beachvolleyball-Europameisterschaft 2003. In der Halle spielte Werbow ab 2003 für VK Lokomotiv-Belogorje und gewann im gleichen Jahr den russischen Pokal. 2004 folgten der Gewinn der nationalen Meisterschaft und der Champions League durch einen Finalsieg vor heimischem Publikum gegen den Ligakonkurrenten VK Iskra Odinzowo. Im Januar 2004 gab der Libero beim Olympiaqualifikationsturnier in Leipzig sein Debüt für die russische Nationalmannschaft. Das Team erreichte das Finale der Europaliga und gewann anschließend bei den Olympischen Spielen in Athen die Bronzemedaille. In der Saison 2004/05 war er an ZSK Gazprom Surgut ausgeliehen und wurde zum zweiten Mal russischer Pokalsieger. Mit der Nationalmannschaft gewann er die Europaliga 2005. Bei der anschließenden Europameisterschaft unterlagen die Russen erst im Finale den Gastgebern aus Italien. In der Saison 2005/06 war Werbow zurück in Belgorod und erreichte den zweiten Platz in der nationalen Meisterschaft. Drei zweite Plätze gab es 2007 auch mit der Nationalmannschaft. In der Weltliga, im World Cup und bei der Europameisterschaft stand sie jeweils im Endspiel. Das EM-Finale verlor Russland trotz des Heimvorteils im Tiebreak gegen Spanien. Werbow erhielt in den internationalen Wettbewerben individuelle Auszeichnungen als bester Libero. 2007 wechselte er außerdem zu VK Iskra Odinzowo. Dort wurde er in seiner ersten Saison erneut Vizemeister in der Liga. Mit dem russischen Team nahm er in Peking zum zweiten Mal am olympischen Turnier teil und erreichte wie vier Jahre zuvor den dritten Platz. 2009 gelangen Belgorod mit Werbow die Vizemeisterschaft und der Pokalsieg. Danach wechselte der Libero zu VK Zenit-Kasan. Mit seinem neuen Team wurde er 2010 zum zweiten Mal russischer Meister.